# Congrès de Marseille (1908)
Le congrès de Marseille de la Confédération générale du travail a lieu du 5 au 12 octobre 1908. 
Ce congrès se tient en l'absence des principaux dirigeants syndicaux (Émile Pouget, le secrétaire général Victor Griffuelhes, le secrétaire de la Fédération des Bourses du Travail Georges Yvetot, Bousquet, etc.), qui ont été arrêtés, sur ordre du président du Conseil Clemenceau, à la suite de la grève de Draveil-Villeneuve-Saint-Georges. 
Les réformistes profitent de la détention des syndicalistes révolutionnaires pour prendre l'ascendant. Le Comité confédéral est attaqué pour ses décisions lors de la grève de Draveil-Villeneuve-Saint-Georges, sans donc pouvoir se défendre. Appuyé par Merrheim et Luquet, Albert Bourderon, de la Fédération des Bourses du travail, tente cependant de le justifier:
« Je crois que, dans les reproches qu'on a pu faire au Comité confédéral, on a fait une fausse interprétation du rôle que le Bureau et que le Comité lui-même ont pu jouer...

Nous n'avons ni les uns ni les autres préparé le mouvement. Puisqu'on nous fait un reproche
d'avoir exagéré l'action ouvrière au-delà des forces que nos organismes possèdent, je
dis que ces moyens d'action n'ont jamais été préparés, ils sont nés de la spontanéité même
de mouvements ouvriers que le Comité confédéral n'a jamais décrétés...

 Le Comité n'a pas plus organisé le mouvement de Draveil, de Villeneuve ou de Narbonne qu'autrefois les organisations ouvrières n'avaient organisé le mouvement de Fourmies. Est-ce qu'il n'y a pas eu là l'effet des circonstances, des contingences, d'une surexcitation dont peuvent être l'objet tous les hommes et les meilleurs militants, qui se trouvent quelquefois débordés par les événements ?...

Il ne faut pas qu'on puisse insinuer que le Comité central a préparé les événements qui se sont précipités. Il n'a fait que les enregistrer. »
Par ailleurs, le Congrès formule une motion antimilitariste :
« Considérant que l'armée tend de plus en plus à remplacer (...) le travailleur en grève, quand elle n'a pas pour rôle de le fusiller.

(...) Le congrès de la CGT (...) préconise l'instruction des jeunes pour que, du jour où ils auront revêtu la livrée militaire, ils soient bien convaincus qu'ils n'en restent pas moins membres de la famille ouvrière et que, dans les conflits entre le capital et le travail, ils ont pour devoir de ne pas faire usage de leurs armes contre leurs frères les travailleurs.

(...)Considérant que les frontières géographiques sont modifiables au gré des possédants, que les travailleurs ne reconnaissent que les frontières économiques séparant les deux classes d'ennemis, la classe ouvrière et la classe capitaliste, le congrès rappelle que la formule de l'Internationale est: "Les travailleurs n'ont point de patrie", qu'en conséquence toute guerre n'est qu'un attentat contre la classe ouvrière (...) en cas de guerre entre puissances, les travailleurs répondent à la déclaration de guerre par une déclaration de grève générale révolutionnaire. »

Selon Édouard Dolléans (1939), « la démission de Victor Griffuelhes, le 2 février 1909, marque le brusque arrêt des temps héroïques du syndicalisme révolutionnaire. Cette démission révèle la crise que traverse le syndicalisme français. »
Dix jours plus tard, la Chambre des députés vote à la quasi-unanimité l'« amnistie pleine et entière pour faits de grèves et faits connexes relatifs à la grève de Vigneux et aux événements de Draveil-Vigneux et Villeneuve-Saint-Georges du 2 mai 1908 au 15 janvier 1909 ».